# فوسفات الإتريوم الثلاثي
فوسفات الإتريوم الثلاثي هو مركب كيميائي لاعضوي صيغته YPO4، ويوجد على هيئة صلب عديم اللون.

## الوفرة الطبيعية والتحضير
يوجد هذا المركب طبيعياً في معدن زينوتيم، وكذلك في معدن فاينشنكيت weinschenkite.
يحضر المركب من تفاعل نترات الإتريوم مع فوسفات أمونيوم ثنائي هيدروجين:
{\displaystyle \mathrm {Y(NO_{3})_{3}+(NH_{4})_{2}HPO_{4}\longrightarrow YPO_{4}\downarrow \ +2\ NH_{4}NO_{3}+HNO_{3}} }
أو من تفاعل أكسيد الإتريوم الثلاثي مع ثنائي فوسفات الأمونيوم:
{\displaystyle \mathrm {Y_{2}O_{3}+2\ (NH_{4})_{2}HPO_{4}\longrightarrow YPO_{4}+2\ NH_{3}+3\ H_{2}O} }

## الخواص
يوجد المركب في الشروط القياسية على عدة هيئة صلب عديم اللون، وهو صعب الانحلال في الماء، ولكنه ينحل في حمض الفوسفوريك

## الاستخدامات
يستخدم هذا المركب في مجال التحفيز وفي مجال تحضير المواد الفسفورية.